# Hokuei
Hokuei (北栄町, Hokuei-chō) est un bourg situé dans le district de Tōhaku (préfecture de Tottori), au Japon.

## Géographie

### Démographie
Au 1er mai 2008, le bourg de Hokuei comptait 15 622 habitants répartis sur une superficie de 57,15 km2 (densité de population de 273 hab./km2).

### Municipalités voisines
Les municipalités voisines de Hokuei sont Kotoura à l'ouest, Kurayoshi au sud et Yurihama à l'est.

## Histoire
Le bourg de Hokuei a été créé le 1er octobre 2005 lors de la fusion des bourgs de Hōjō et Daiei.

## Économie
Les principaux produits du bourg de Hokuei agricoles sont la pastèque, le nagaimo, le tabac, le rakkyo, le raisin ainsi que le vin. Il y a neuf éoliennes le long de la côte qui font face à la mer du Japon.

## Personnalités liées à la municipalité
- Gōshō Aoyama, le créateur du manga et anime Détective Conan est né à Daiei. En 2007, un musée consacré à la série appelé le Gosho Aoyama Manga Factory a été ouvert dans sa ville natale.